# سلکتین
سلکتین‌ها (انگلیسی: Selectins) یک خانواده بزرگ از سلول‌های چسبندگی سلول موسوم به CAMs هستند. تمامی سلکتین‌ها در واقع گلیکوپروتئین‌های تراغشایی تک‌رشته‌ای هستند خواص مشابه با «لکتین‌های نوع سی» دارند و علت آن تشابه ریشهٔ انتهایی آمینی و مکان‌های اتصال وابسته به کلسیم مرتبط است. سلکتین‌ها به گروه‌های عاملی قندی می‌چسبند و به همین سبب نوعی لکتین محسوب می‌شوند که پروتئین چسبندگی سلول است و به پلیمرهای قندی اتصال می‌یابد.

## انواع
سه نوع سلکتین اصلی عبارتند از:
- ئی-سلکتین (در سلول‌های لایه درون‌رگی) - بجز در عروق بسیار کوچک پوست، ئی-سلکتین‌ها در شرایط معمولی بیان نمی‌شوند؛ اما به‌واسطهٔ سیتوکین‌های التهاب‌زا ساخت و ترشح‌شان تحریک می‌شود.
- ال-سلکتین (در گلبول‌های سفید) - کوچکترین سلکتین است و در تمامی گرانولوسیت‌ها و مونوسیت‌ها و بیشتر لنفوسیت‌ها بیان می‌شود.
- پی-سلکتین (در پلاکت‌ها سلول‌های لایه درون‌رگی) - بزرگترین سلکتین است و در ریزدانه‌های آلفای پلاکت‌ها و همچنین اجسام وایبل-پالاد در لایه درون‌رگی ذخیره می‌شود و در صورت فعال‌شدن سلول‌های جدار درون‌رگی یا پلاکت‌ها، به سطح سلول هدایت می‌شود.

## اهمیت بالینی
اینک مشخص گشته که سلکتین‌ها احتمالاً در بروز التهاب و پیشرفت سرطان نقش دارند. سلول‌های سرطانی با استفاده از مکانیسم‌های پیچیدهٔ وابسته به سلکتین‌ها برای متاستاز دوردست به سایر نقاط بدن استفاده می‌کنند و مشخصات گلبول‌های سفید را «تقلید» می‌کنند.

## پژوهش‌ها
یکی از دلایل اصلی پوکی استخوان، فقدان استئوبلاست‌ها در استخوان است. از آنجایی که این سلول‌های استخوان‌ساز از یاخته‌های بنیادی حاصل می‌شود، دانشمندان امیدوارند تا با افزون این یاخته‌ها به مغز استخوان، پوکی استخوان را درمان کنند. به‌همین سبب، استفاده از سلکتین‌ها برای درمان پوکی استخوان در دست تحقیق و بررسی است. پژوهش‌گران راهی یافته‌اند تا از سلکتین‌ها برای هدایت یاخته‌های بنیادی از دستگاه گردش خون به مغز استخوان استفاده کنند.